# Terry Bradshaw
Terry Paxton Bradshaw (født 2. september 1948 i Shreveport, Louisiana, USA) er en pensioneret amerikansk footballspiller, der spillede hele sin karriere i NFL, fra 1970 til 1983, som quarterback for Pittsburgh Steelers. Bradshaw nåede med Steelers at vinde fire Super Bowls, og regnes af mange som en af de bedste quarterbacks i NFL's historie.
Bradshaw stod i spidsen for det Pittsburgh Steelers-hold, der som det dominerende hold i NFL i 1970'erne vandt Super Bowl IX, X, XIII og XIV. Ved de to sidste blev han desuden valgt til kampens MVP, den mest værdifulde spiller.
Bradshaw blev tre gange, i 1975, 1978 og 1979 valgt til Pro Bowl, NFL's All Star-kamp. I 1978 blev han desuden valgt som den bedste spiller i hele ligaen.